# 桃源镇 (大埔县)
桃源镇，是中华人民共和国广东省梅州市大埔县下辖的一个乡镇级行政单位。

## 行政区划
桃源镇下辖以下地区：
桃星村、新东村、桃峰村、团结村、上墩村和坪新村。